# Szerves kémiai alapvegyületek
Alapvegyületen olyan struktúrákat értünk, melyek nevében nincsenek toldalékok. Vegyületvázak, melyekhez hidrogénatomok kapcsolódnak.
A gyűrűs alapvegyületek általában vagy teljesen telítettek, vagy teljesen telítetlenek, azaz a lehető legnagyobb számú nem szomszédos kettős kötést tartalmazzák. A szabványban van néhány részlegesen telített alapvegyület is.
Az alapvegyületeket három típusba soroljuk:
1. a nevezéktani műveletekben korlátlanul használható alapvegyületek
2. olyan alapvegyületek, melyeken csak gyűrűhöz kapcsolódó hidrogénatomon végzett szubsztitúció ajánlott
3. triviális nevű alapvegyületek, melyek származékaiban nem javasolt az alapnév használata (azaz műveletvégzés nem javasolt e nevekkel)

## Nyílt láncú alapvegyületek
A nyílt láncú alapvegyületek egyenes láncúak. A szabvány megtartott néhány triviális nevű, elágazó láncú vegyületet is, de ezek használata nem javasolt a nevezéktani műveletekben. Az egyenes láncú alapvegyületekkel bármilyen művelet végezhető.
Az első négy alapvegyületnek triviális neve van:
| Szén- atom- szám | Név    | Képlet          |
| ---------------- | ------ | --------------- |
| 1                | metán  | CH4             |
| 2                | etán   | CH3–CH3         |
| 3                | propán | CH3–CH2–CH3     |
| 4                | bután  | CH3–CH2–CH2–CH3 |

Az ennél hosszabb egyenes láncú vegyületek nevét a szénatomszám görög nevéből az -án utótaggal képezzük. Pl.: pentán, hexán, dodekán.
A telítetlen változatokat (pl. 1-Butén) szubtrakcióval képezzük. Részletek az 1979-es IUPAC-szabvány A-3-as szabályában találhatók.
Az acetilén, az allén és a vinil(en)- korlátozás nélkül támogatott triviális név.  A teljes lista ugyancsak az A-3-ban található.

### Nyílt szénláncú vegyület alapkomponense
Az elágazó láncú vegyület elnevezésének első lépése a főlánc megállapítása. Ehhez csatlakoztatjuk az oldalláncokat és más atomcsoportokat a nómenklatúra-műveletekkel. Az eljárást a Nyílt szénláncú nómenklatúra szócikk írja le.

### Példák nyílt szénláncú alapvegyületekre
Korlátlanul szubsztituálható név: bután. 
Ha hangsúlyozni akarjuk, hogy a bután izomerjei közül az egyenes láncúra gondolunk, az n-bután nevet is használhatjuk. Az n a normál rövidítése.
| A szubsztitúció nem támogatott | Támogatott név  | Megjegyzés |
| ------------------------------ | --------------- | --- |
|                                | 2-metilpropil   | Az izo- szócska (általában) olyan vegyületet jelöl, melynek 2. szénatomjához metilcsoport (CH3–) kapcsolódik, és a láncban más elágazás nincs. |
|                                | 1-metilpropil   | Az 1-es számot az a szénatom kapja, amellyel a lánc másik, nem a lánchoz tartozó szénatomhoz kapcsolódik. Ez a CH. Az elnevezéskor a leghosszabb láncot propilcsoportnak (CH3–CH2–CH2–) tekintjük, melynek 1-es szénatomjához egy metilcsoport (CH3–) kapcsolódik. A szek szócska arra utal, hogy az 1-es szénatomhoz két oldallánc kapcsolódik.                                                           |
|                                | 1,1-dimetiletil | Az 1-es számot az a szénatom kapja, amellyel a lánc másik, nem a lánchoz tartozó szénatomhoz kapcsolódik. Ez a C. Az elnevezéskor a három egyforma hosszú lánc valamelyikét etilcsoportnak (CH3–CH2–) tekintjük, melynek 1-es szénatomjához két metilcsoport (CH3–) kapcsolódik. A terc szócska arra utal, hogy az 1-es szénatomhoz három (ez esetben egy-egy metilcsoportból álló) oldallánc kapcsolódik. |

Megjegyzések:
1. A butil (vagy n-butil) név a butánból szubtrakcióval áll elő, következésképp a névvel végzett minden további művelet is támogatott.
2. A fenti nevekkel csak a szubsztitúció nem támogatott, az addíció pl. igen. Ez azt jelenti, hogy pl. az izobutil-alkohol  ajánlott név.

## Gyűrűtípusok

Izolált gyűrű: Diciklohexil
Spirogyűrű: Spiro[5.5]undekán
Kondenzált gyűrű: Dekalin
Áthidalt gyűrű: Biciklo[4.4.1]undekán

Ha egy többgyűrűs vegyületben a gyűrűknek nincs közös atomjuk, a vegyület izolált gyűrűs.
Ha két szomszédos gyűrű egy közös atommal kapcsolódik egymáshoz, a rendszer neve spirogyűrű.
Ha a szomszédos gyűrűk két-két közös atommal kapcsolódnak egymáshoz, a rendszer kondenzált gyűrűs.
Ha két szomszédos gyűrű kettőnél több közös atommal kapcsolódik egymáshoz, a gyűrűpárt tartalmazó gyűrűrendszer áthidalt gyűrűs.

## Izolált széngyűrűs alapvegyületek
Az egyenes láncú telített szénhidrogénből a ciklo- előtaggal képezhetjük az azonos szénatomszámú gyűrűs vegyületet (gyűrűképzés művelet).
Egy vegyértékű gyököket az -án végződés -il-re cserélésével képezhetünk belőlük (szubtrakció); ilyenkor a szabad vegyértékű szénatom lesz az 1-es számú. Telítetlen vegyületeket az -én, -dién, -trién, -in, -diin, -triin stb. utótagokkal képezhetünk (szubtrakció) a nyílt szénláncú vegyületekhez hasonlóan. A több szabad vegyértékű gyökök képzése is azonos a nyílt láncú vegyületekével.
Támogatott triviális nevek: benzol, kumol(en), sztirol, mezitol(en), cimol(en), toluol, xilol, de a szubsztitúció művelete nem engedélyezett. Az ilyen vegyületet a benzol származékaként kell elnevezni.
Ha a gyűrűn csak két szubsztitúció van, azok helye triviális névvel is megadható:
| Pozíció | Triviális név | Rövidítés |
| ------- | ------------- | --------- |
| 1,2     | orto          | o-        |
| 1,3     | meta          | m-        |
| 1,4     | para          | p-        |

Oldalláncok esetén a gyűrűből vagy az oldalláncból szubtrakcióval atomcsoportot képezünk, és szubsztitúcióval kapcsoljuk össze a másik komponenssel.

## Izolált heterogyűrűk
A szabvány a Hantzsch–Widman-nevezéktan kiterjesztett változatát használja. Számos régóta használt triviális nevet megtartott, de nem választja szét az izolált és kondenzált gyűrűs vegyületeket. A nevek egy része kondenzált gyűrűs nevekben is ajánlott, más részük nem.

## Összetett gyűrűk
Lásd 
- Kondenzált gyűrűs nómenklatúra
- Spirogyűrűs nómenklatúra
- Áthidalt gyűrűs nómenklatúra.

## Kapcsolódó lapok
- nevezéktani műveletek
- butil(en)